# Retiarius superficiaris
Retiarius superficiaris är en svampart som beskrevs av D.L. Olivier 1978. Retiarius superficiaris ingår i släktet Retiarius, divisionen sporsäcksvampar och riket svampar.   Inga underarter finns listade i Catalogue of Life.